# Badhuset (film, 1999)
Badhuset, kinesisk film från 1999.

## Handling
En affärsman åker hem till Peking eftersom han tror fadern har dött, men upptäcker att fadern arbetar i familjens badhus. Han upptäcker också att faderns hälsa försämras och måste bestämma sig för vad han ska göra.

## Om filmen
Visades första gången på Toronto International Film Festival den 14 september 1999, svensk premiär den 6 april 2001.
I Sverige är filmen tillåten från 7 år.

## Rollista
- Wu Jiang
- Quanxin Pu
- He Zeng
- Xu Zhu

## Utmärkelser
Filmen har fått 9 priser på 7 olika filmfestivaler.